# Viatges i flors
Viatges i flors (1980) és un recull de relats breus de Mercè Rodoreda i la penúltima obra de l'autora publicada en vida seva.
Pertanyent a la darrera etapa de l'escriptora, la que fou marcada pel seu retorn a Catalunya després d'un llarg exili, l'obra ha estat considerada una producció menor dins un preludi d'obres més serioses. És singular i difícil de classificar. La indefinició de l'obra s'ha atribuït a la influència de l'autor francès Henri Michaux.
L'obra es divideix en dues parts: "Viatges a uns quants pobles" i "Flors de debò". Més o menys, aquesta divisió obeeix a dues etapes de redacció distintes: d'una banda, les flors foren redactades la seva majoria a Ginebra, al llarg dels anys 60; per una altra banda, els viatges foren concebuts a Romanyà de la Selva.
Ambdues parts són narracions breus, fantasioses, mes que recullen experiències temporals i espacials de l'autora. Per exemple, Margarida Casacuberta ha indicat que la Flor gelosa és dedicada a la seva amiga Carme Manrubia, amb qui Rodoreda vivia al xalet de la primera de Romanyà; semblantment, Mariàngela Vilallonga ha traçat la relació de les flors de Rodoreda amb el Flowers Book d'Edward Burne-Jones. Igualment, els viatges tenen un forta influència del paisatge en el qual vivia l'escriptora. Les planes de Panedes, els boscs de les Gavarres, o el mateix xalet on s'hostatjava han quedat descrits a diversos relats de viatges. Es tracta d'uns viatges, en alguns casos iniciàtics, a la descoberta de mons irreals i fantàstics amb base real, plens de les impressions de l'escriptora. Per exemple, Vilallonga ha explicat a diversos treballs que Viatge al poble de la por és un retrat en molts moments fidel del xalet "El Senyal" (avui "El Senyal Vell"), on vivien Manrúbia i Rodoreda. S'hi descriu el jardí i la casa, a més del poble de Romanyà, tot culminat pel sentiment que Rodoreda havia descobert a les Gavarres i que anys abans ja havia deixat escrit a Cuadernos para el diálogo.